# Operatore telefonico
Un operatore telefonico è un'azienda che fornisce il servizio di telefonia sulla rete telefonica generale.

## Tipi
Gli operatori telefonici si classificano in vari tipi:
- operatore di telefonia fissa: fornisce agli utenti finali il servizio di telefonia sulla rete telefonica generale attraverso cavi di telecomunicazioni (tipicamente il cosiddetto doppino telefonico, ma anche altri cavi di telecomunicazioni come ad esempio la fibra ottica), cavi di telecomunicazioni che rappresentano il cosiddetto ultimo miglio della rete telefonica generale, cioè il tratto di tale rete telefonica che nella telefonia fissa collega l'utente finale alla prima centrale telefonica;
- operatore di telefonia mobile: fornisce agli utenti finali il servizio di telefonia sulla rete telefonica generale attraverso ponti radio.

Gli operatori di telefonia fissa si distinguono in:
- operatore di accesso diretto: fornisce agli utenti finali il servizio di telefonia sulla rete telefonica generale attraverso cavi di telecomunicazioni di proprietà oppure attraverso cavi di telecomunicazioni noleggiati da un altro operatore di telefonia fissa;
- operatore di accesso indiretto: fornisce agli utenti finali il servizio di telefonia sulla rete telefonica generale attraverso cavi di telecomunicazioni di proprietà di un altro operatore di telefonia fissa.

Gli operatori di telefonia mobile si distinguono in:
- operatore di telefonia cellulare: fornisce agli utenti finali il servizio di telefonia sulla rete telefonica generale attraverso ponti radio terrestri;
- operatore di telefonia satellitare: fornisce agli utenti finali il servizio di telefonia sulla rete telefonica generale attraverso ponti radio satellitari.

Un particolare operatore di telefonia mobile è:
- operatore virtuale di rete mobile: fornisce agli utenti finali il servizio di telefonia sulla rete telefonica generale attraverso ponti radio senza possedere una propria rete telefonica ma utilizzando quella di altri operatori di telefonia mobile.

### Operatori di telefonia fissa
Relativamente alla telefonia fissa si può avere con il medesimo numero telefonico un operatore di accesso diretto e più operatori di accesso indiretto, sempre che tali operatori di telefonia fissa lo prevedano. 
Un utente per servirsi di un operatore di accesso indiretto con cui abbia sottoscritto un contratto per la fornitura del servizio di telefonia fissa deve usare la cosiddetta carrier selection o anche, se disponibile, la cosiddetta preselezione dell'operatore.